# 김세동 (바둑 기사)
김세동(金世東, 1989년 2월 8일 ~ )은 대한민국의 바둑 기사이다.

## 약력
양재호 바둑도장에서 바둑을 배웠으며 2008년 제115회 입단대회에서 이호범과 함께 공동1위를 통해 입단했다. 2012년 4단을 거쳐 2013년 7월에 5단으로 승단하였다. 2012년 제56기 국수전 본선에 진출했으며, 2014년 2013 KB국민은행바둑리그에서 신인상(티브로드 소속)을 받았다. 2015년 제2회 몽백합배 세계 바둑 오픈전 본선 64강에 진출하여 알렉산드르 디네르시테인과 안정기를 연이어 누르고 본선 16강에 진출했지만 중국 룽이에게 져서 탈락했다. 2018년 6단, 2019년 7단을 거쳐 2021년 8단으로 승단했다.